# Liu Yinglan
Liu Yinglan (chinesisch 林慧君; * 21. Oktober 2005) ist eine chinesische Leichtathletin, die sich auf den Sprint spezialisiert hat.

## Sportliche Laufbahn
Erste internationale Erfahrungen sammelte Liu Yinglan im Jahr 2023, als sie bei den Hallenasienmeisterschaften in Astana mit 55,98 s in der Vorrunde im 400-Meter-Lauf ausschied. Im Jahr darauf siegte sie bei den U20-Asienmeisterschaften in Dubai in windunterstützten 22,94 s im 200-Meter-Lauf und gewann auch mit der chinesischen Mixed-Staffel über 4-mal 400 Meter in 3:22,46 min die Goldmedaille. Im August gewann sie bei den U20-Weltmeisterschaften in Lima in 3:21,27 min die Bronzemedaille in der Mixed-Staffel und belegte in 23,39 s den siebten Platz über 200 Meter. 2025 schied sie bei den Hallenweltmeisterschaften in Nanjing mit 53,14 s im Vorlauf über 400 Meter aus und belegte mit der Staffel in 3:38,65 min den vierten Platz. Im Mai verpasste sie mit der Mixed-Staffel bei den World Athletics Relays in Guangzhou eine Direktqualifikation für die Weltmeisterschaften in Tokio. Anschließend belegte sie bei den Asienmeisterschaften in Gumi in 53,62 s den sechsten Platz über 400 Meter und gewann in der Mixed-Staffel in 3:20,52 min gemeinsam mit Liang Baotang, Wu Hongjiao und Wumaier Ailixier die Silbermedaille hinter dem indischen Team.
In den Jahren 2021 und 2023 wurde Liu chinesische Meisterin in der Mixed-Staffel über 4-mal 400 Meter sowie 2024 im 400-Meter-Lauf.

## Persönliche Bestleistungen
- 200 Meter: 23,30 s (−0,6 m/s), 29. August 2024 in Lima
  - 200 Meter (Halle): 23,65 s, 11. Februar 2025 in Chengdu
- 400 Meter: 53,09 s, 30. Juni 2024 in Rizhao
  - 400 Meter (Halle): 53,14 s, 21. März 2025 in Nanjing